# Stjärnreseda
Stjärnreseda (Sesamoides canescens) är en resedaväxtart som först beskrevs av Carl von Linné, och fick sitt nu gällande namn av Carl Ernst Otto Kuntze. Stjärnreseda ingår i släktet stjärnresedor, och familjen resedaväxter. Arten har ej påträffats i Sverige.